# 富翅门大桥
富翅门大桥，是一座位于中华人民共和国浙江省舟山市的一座斜拉桥，是 定岱高速的一部分，横跨富翅门水道，连接富翅岛和舟山本岛，全长2.01千米，水上长度为1493米，最大跨度为340米，桥下净空为21米，桥面宽度为26米，高度为116米，于2016年2月21日开工，2019年1月10日全桥合龙，于2019年9月28日通车，此工程属于宁波舟山港主通道工程的一部分。